# Ford F-Series
La Ford F-Series est une gamme américaine de pick-ups Ford, vendue depuis plus de sept décennies. Son modèle le plus populaire est le F-150. 
Il est le véhicule le plus vendu dans le monde pendant 23 ans ; il s’agit également du pick-up le plus vendu aux États-Unis depuis 1977 et du véhicule le plus vendu dans le pays, toutes catégories confondues, depuis 1981 ; au Canada, il est le véhicule le plus vendu depuis plus de cinquante ans. Depuis l'année-modèle 2018, le « F » a généré 41 milliards de dollars de revenus annuels pour Ford.
Il existe quatorze générations de pick-ups de la série F ; leur production cumulée a dépassé les 40 millions d'exemplaires en 2022.

## Chronologie

### Première génération (1948-1952)

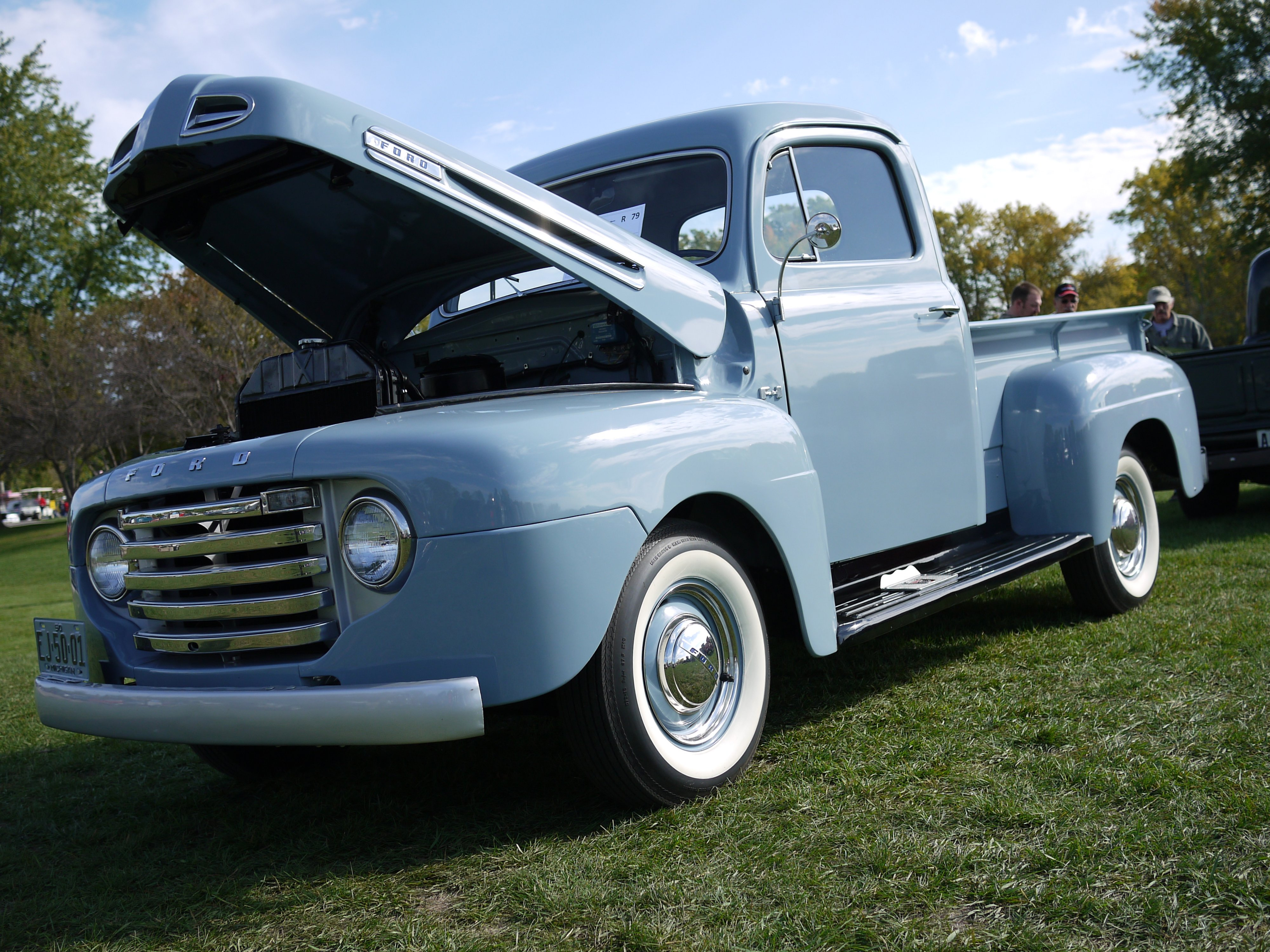
Ford F1 de 1950.

Le premier pick-up F-Series est commercialisé en 1948 afin de remplacer l'ancien modèle de pick-up de Ford. Son look est très moderne et il est proposé en trois versions correspondant à une capacité de chargement ainsi qu'avec trois moteurs :
- F-1 : une demi-tonne
- F-2 : trois quarts de tonne
- F-3 : Heavy Duty (« grande » capacité de chargement)

Moteurs :
- 1948-1950 - six cylindres en ligne, 3,7 L, 95 ch (71 kW)
- 1948-1952 - V8, Flathead, 3,9 L, 100 ch (74,6 kW)
- 1951-1952 - six cylindres en ligne, 3,5 L, 101 ch (75,3 kW)

### Seconde génération (1953-1956)

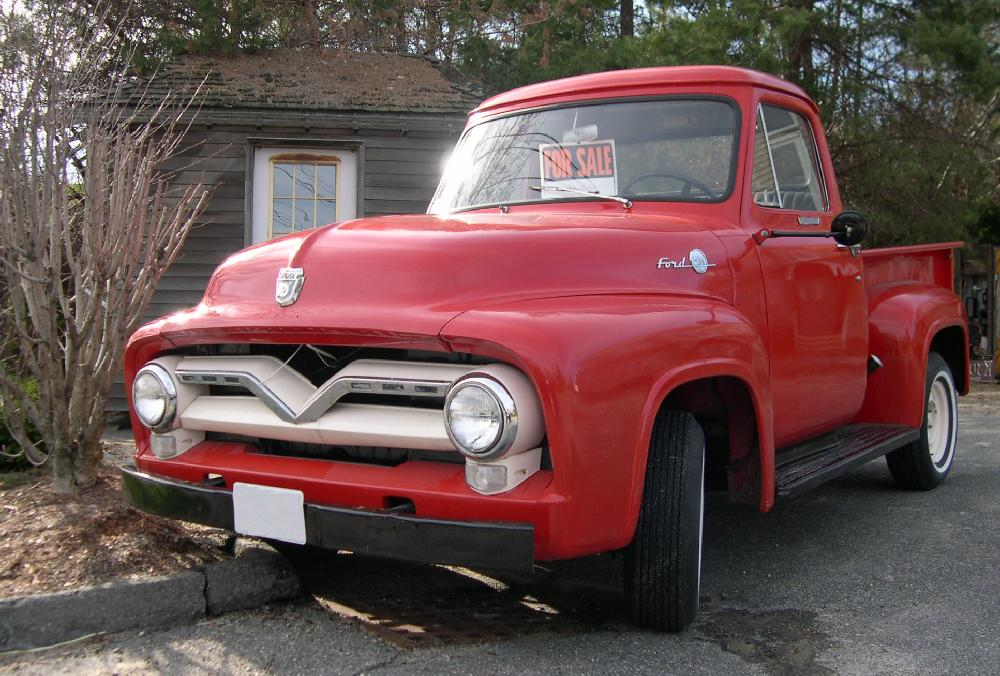
Ford F-100 de 1955.

Les F-Series sont redessinés en 1953. Les pick-up acquirent également de nouvelles dénominations : F-100, F-250 et le Heavy Duty F-350. Le F-150 n’apparaît qu'en 1975.
Moteurs :
- 1953 - V8, Flathead, 3,9 L, 100 ch (74,6 kW)
- 1953 - six cylindres en ligne, 3,5 L, 101 ch (75,3 kW)
- 1954-1955 - six cylindres en ligne, Mileage Maker, 3,7 L, 115 ch (86 kW)
- 1954-1955 - V8, Y-block Power King, 3,9 L, 130 ch (97 kW)
- 1956 - six cylindres en ligne, Mileage Maker, 3,7 L, 137 ch (102 kW)
- 1956 - V8, Y-block, 4,5 L, 173 ch (129 kW)

### Troisième génération (1957-1960)

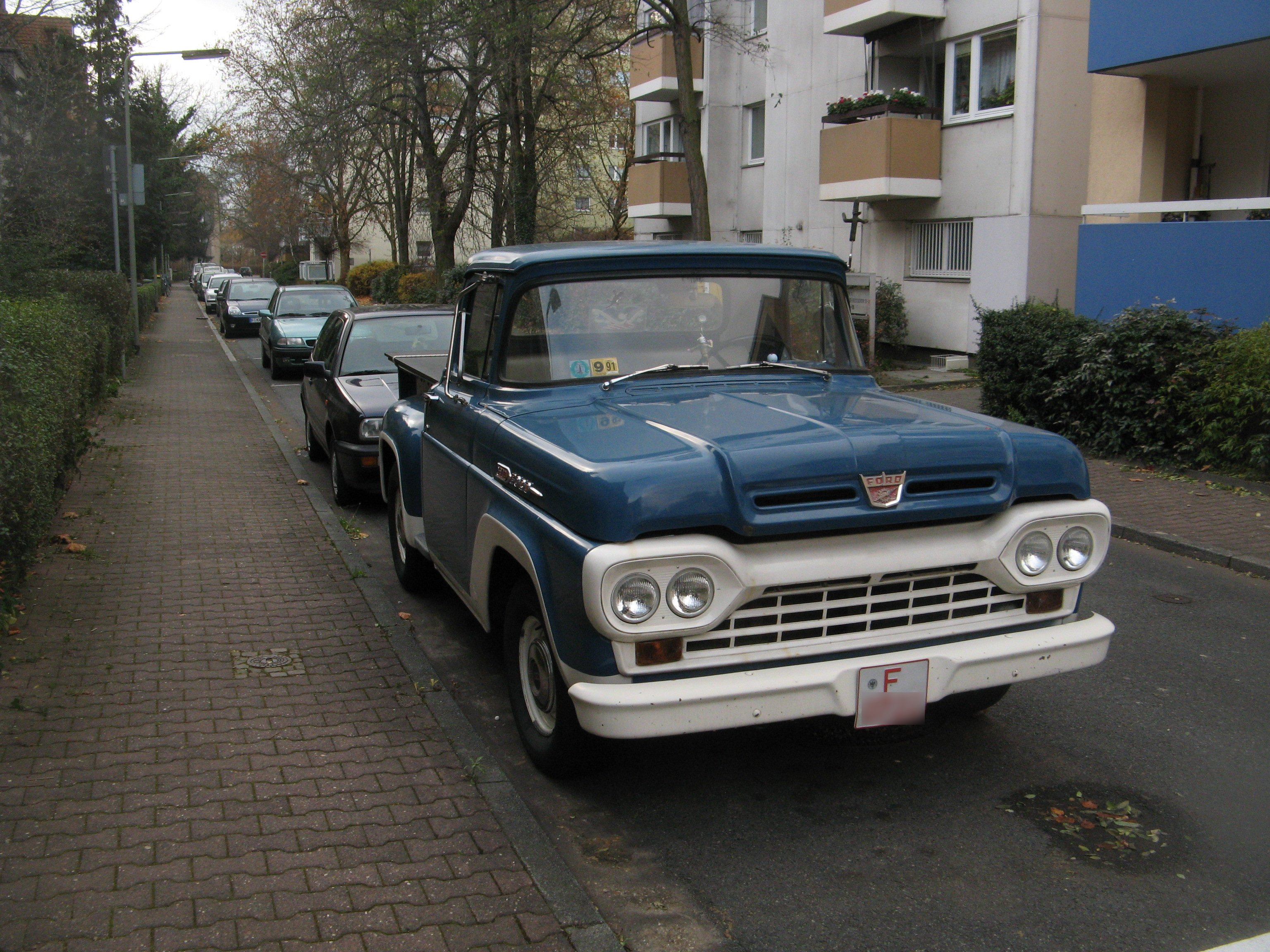
Modèle de troisième génération.

Le pick-up est à nouveau restylé en 1957. En 1959 les quatre roues motrices sont ajoutées.
Moteurs :
- 1957-1960 - six cylindres en ligne, 3,7 L, 137 ch (102 kW)
- 1957-1958 - V8, Y-block, 4,5 L, 193 ch (142 kW)
- 1959-1960 - V8, Y-block, 4,8 L, 209 ch (154 kW)

### Quatrième génération (1961-1966)

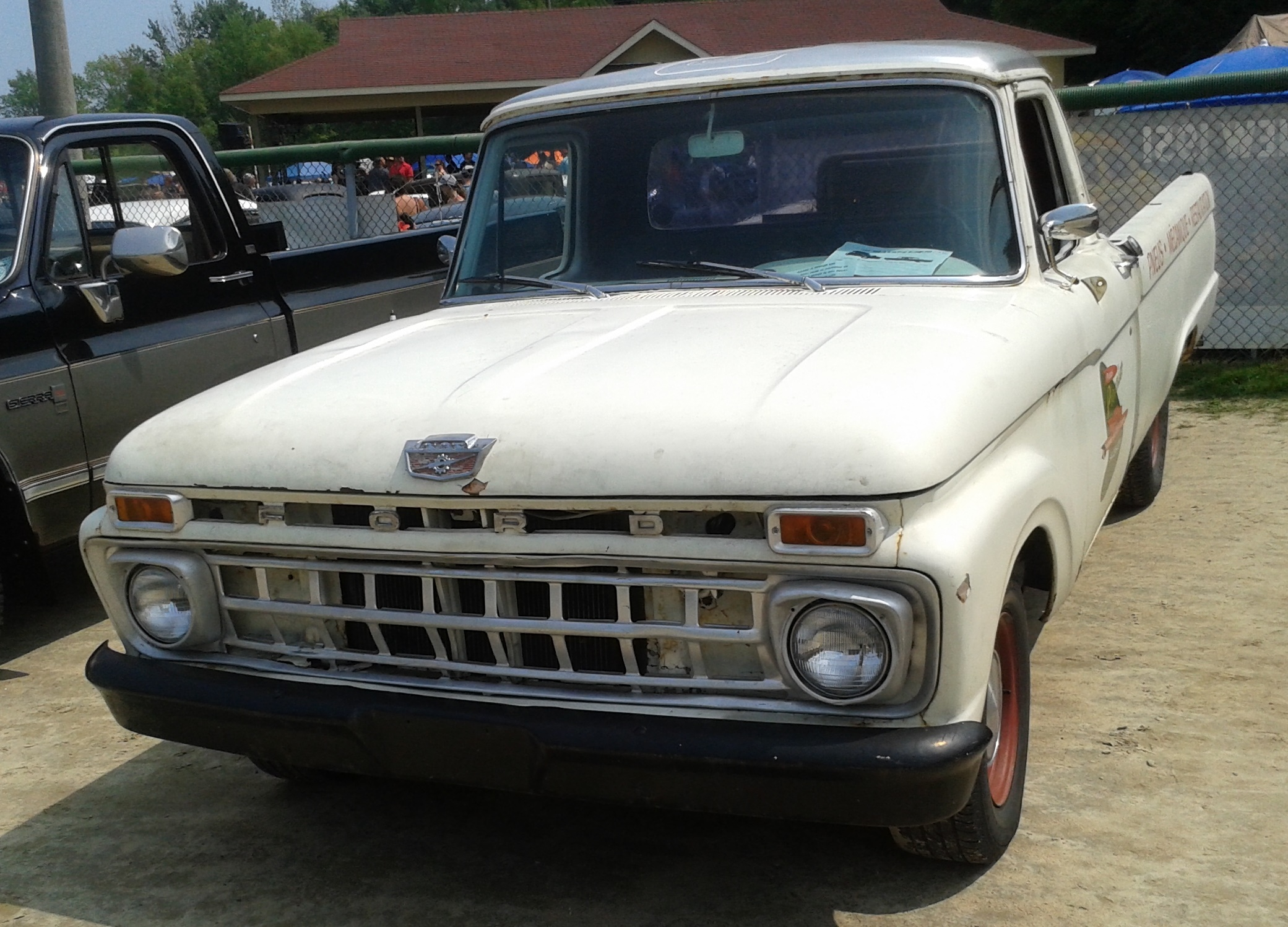
Modèle de 1965.

En 1961 les F-Series sont complètement reconçus. Pour la première fois, en 1965, la puissance dépasse les 200 ch avec le moteur V8 5.8 L. La suspension Twin I-Beam est introduite en 1965. Les pick-up de 1965 et 1966 sont marqués de l'emblème TWIN I-BEAM sur le pare-chocs avant.
Moteurs :
- 1961-1964 - six cylindres en ligne, 3,7 L, 137 ch (102 kW)
- 1961-1964 - V8, Y-block, 4,8 L, 186 ch (139 kW)
- 1965-1966 - six cylindres en ligne, 3,9 L, 150 ch (112 kW)
- 1965-1966 - six cylindres en ligne, 4,9 L, 170 ch (127 kW)
- 1965-1966 - V8, FE, 5,8 L, 208 ch (155 kW)

### Cinquième génération (1967-1972)

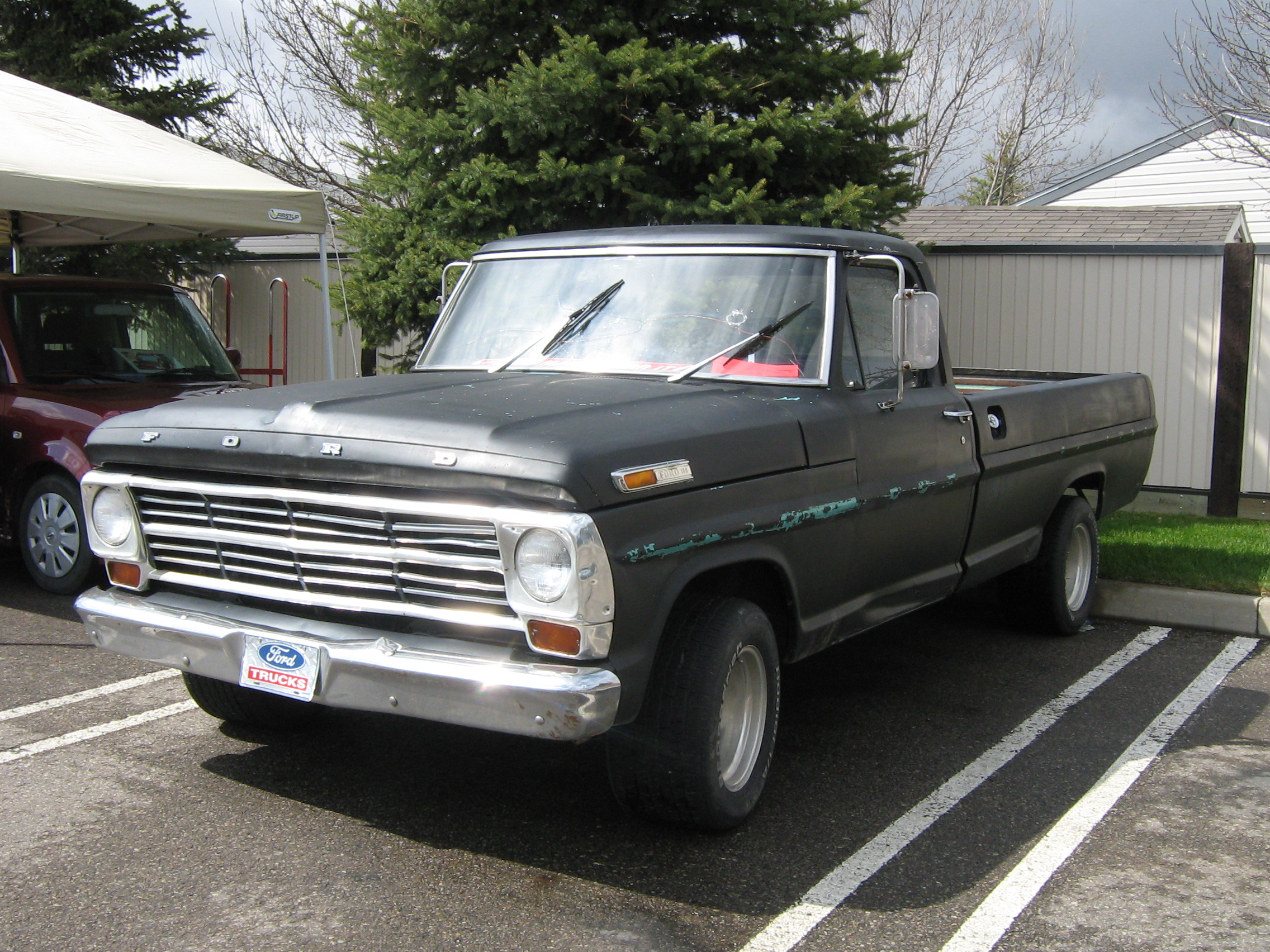
Modèle de 1968.

Le pick-up subit un nouveau restylage en 1967. En 1969 la version Crew Cab 4 portes est disponible.
Moteurs :
- 1967-1972 - six cylindres en ligne, 3,9 L
- 1967-1972 - six cylindres en ligne, 4,9 L
- 1967 - V8, FE, 5,8 L
- 1968-1972 - V8, FE, 5,9 L
- 1968-1972 - V8, FE, 6,4 L
- 1970-1972 - V8, Windsor, 4,9 L, 220 ch (164 kW)

### Sixième génération (1973-1979)

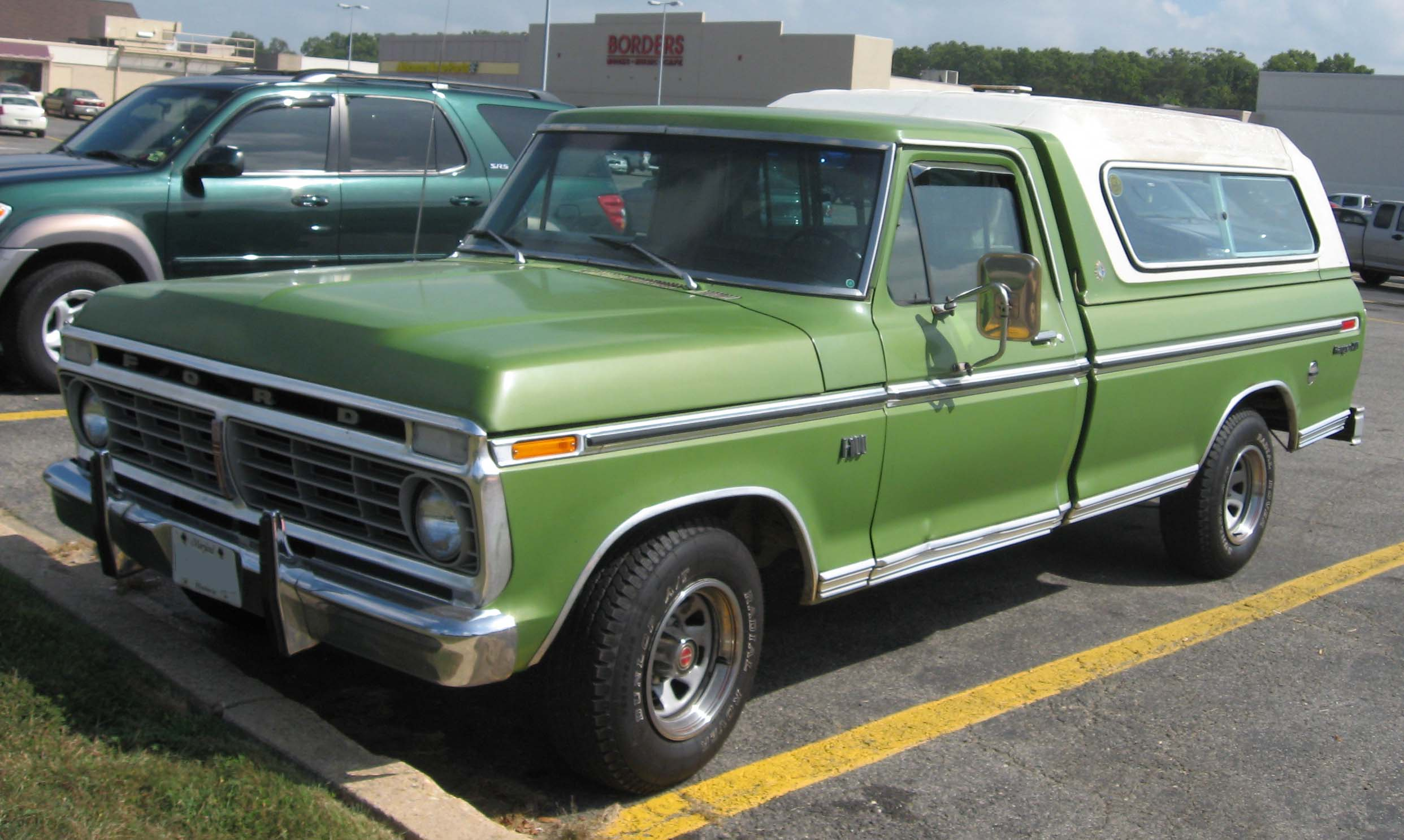
Ford F-100 XLT produit entre 1973 et 1975.

Redessinés en 1973, les pick-up F-Series sont désormais disponibles avec transmission automatique en option. En 1974, le F-Series se dote d'une version Super Cab. Le F-150 est lancé en 1975 et en 1978 une version luxueuse appelée Lariat est proposée. La même année, le F-Series devient le véhicule le plus vendu aux États-Unis, une position qu'il occupe toujours.
Moteurs :
- 1973-1977 - six cylindres en ligne, 3,9 L
- 1973-1977 - six cylindres en ligne, 4,9 L
- 1973-1977 - V8, FE, 5,8 L
- 1973-1976 - V8, FE, 5,9 L
- 1973-1977 - V8, FE, 6,4 L
- 1973-1977 - V8, Windsor, 4,9 L
- 1973-1979 - V8, 385, 7,5 L
- 1977-1979 - V8, Cleveland, 5,8 L, 163 ch (122 kW)
- 1977-1979 - V8, Cleveland, 6,6 L, 169 ch (126 kW)
- 1978-1979 - six cylindres en ligne, 4,9 L, 114 ch (85 kW)

### Septième génération (1980-1986)

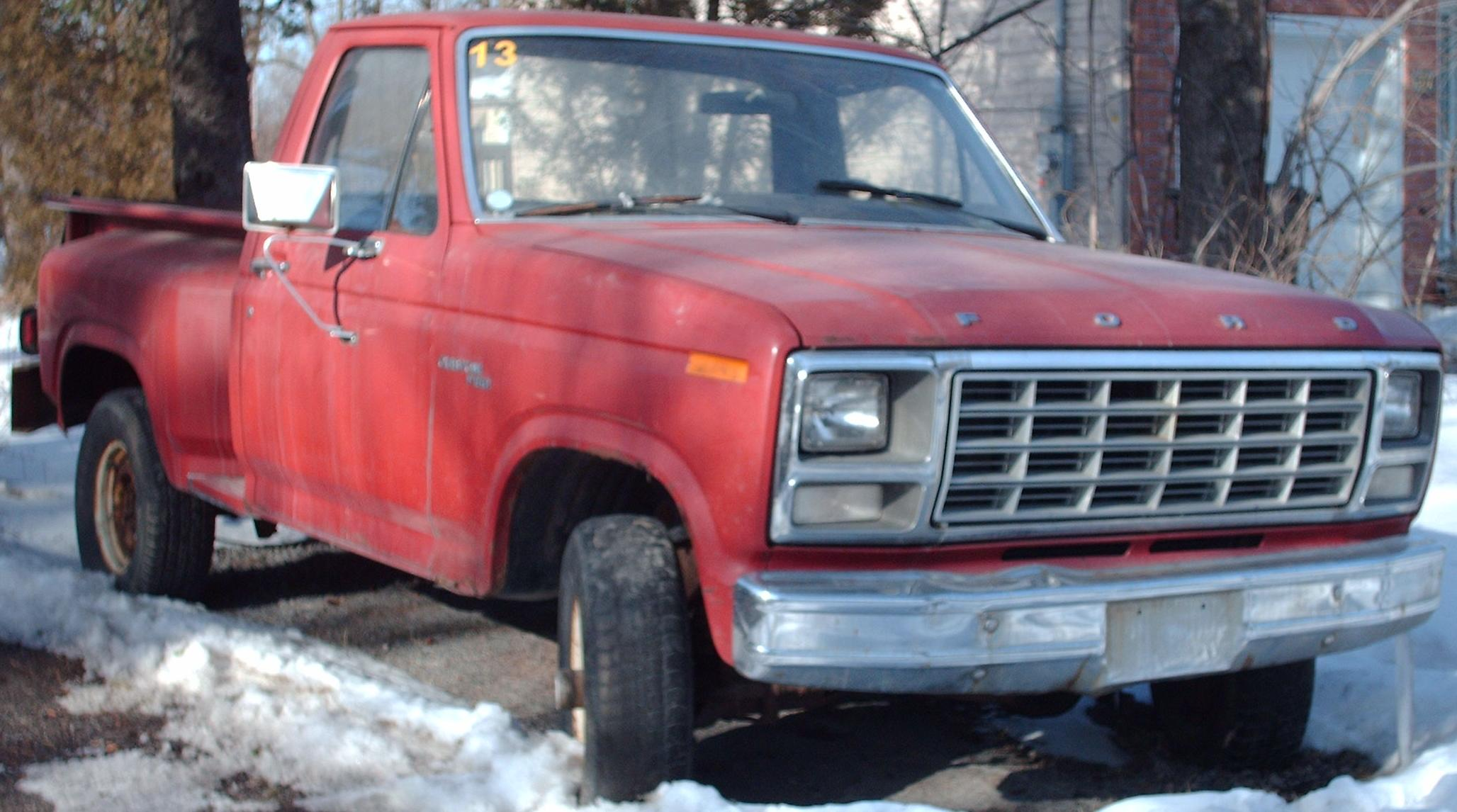
Ford Custom F-150 produit entre 1980 et 1981.

Le restylage le plus important des F-Series intervient en 1980. En 1983, le premier moteur Diesel sur ce véhicule est disponible, un V8 6.9 L développant 170 ch. Le F-100 est en production jusqu'en 1983.
Moteurs :
- 1980-1986 - six cylindres en ligne, 4,9 L (300 po3)
- 1980-1985 - V8, Windsor, 5,0 L (302 po3)
- 1985-1986 - V8, Windsor, Fuel Injection, 5,0 L, 185 ch
- 1980-1982 - V8, Cleveland, 5,8 L (351 po3)
- 1983-1986 - V8, Windsor, 5,8 L
- 1980-1982 - V8, Cleveland, 6,6 L (400 po3)
- 1983-1986 - V8, 7.5 L, 245 ch (183 kW) (460 po3)
- 1983-1986 - V8, Diesel, 6,9 L, 170 ch (127 kW) (420 po3)

### Huitième génération (1987-1991)

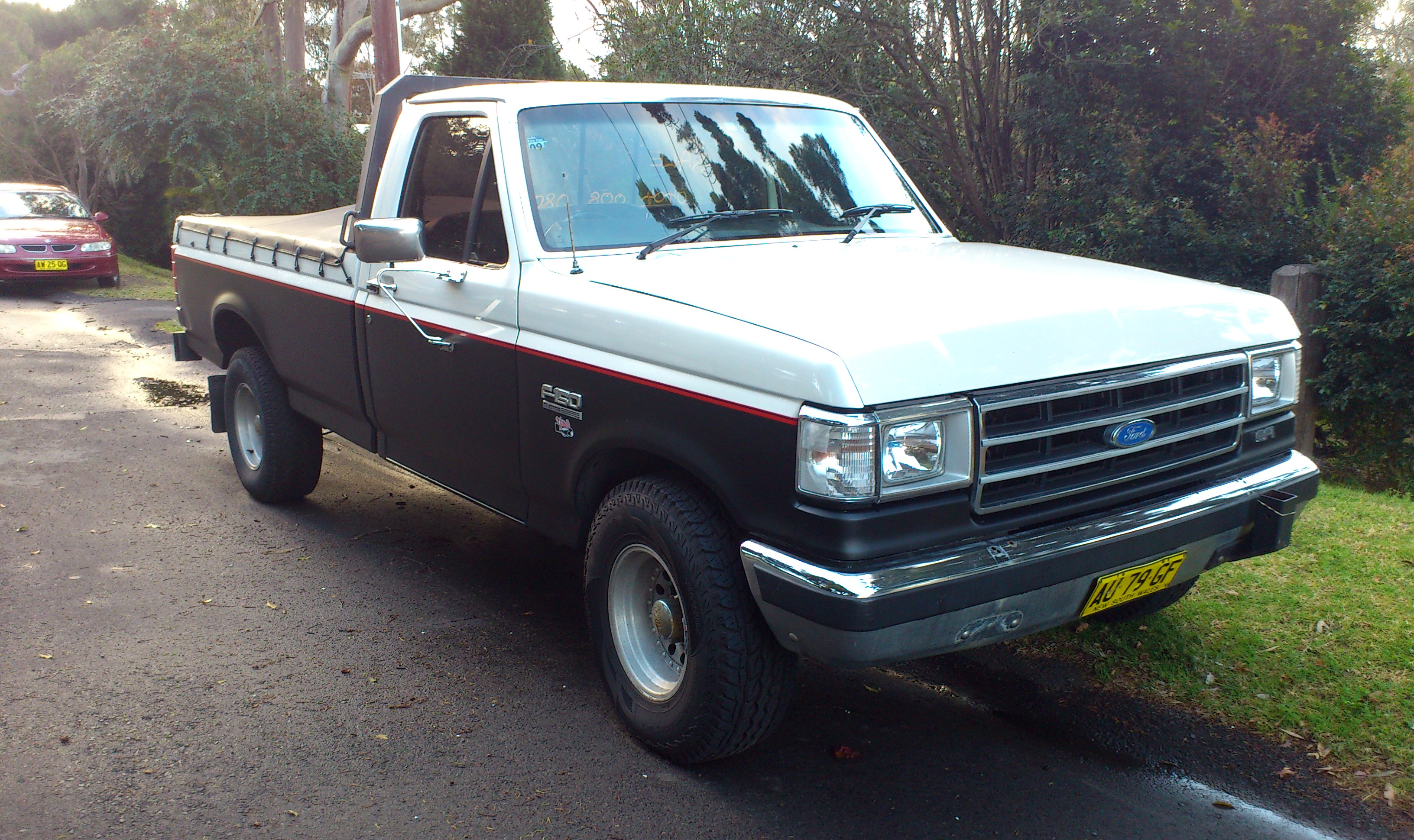
Ford F150 Custom

En 1988, le moteur diesel 6.9 L est remplacé par un V8 7.3 L International Harvester IDI.
Moteurs :
- 1987-1991 - six cylindres en ligne, FI, 4,9 L, 150 ch (112 kW)
- 1987 - V8, Windsor, 5,8 L
- 1987 - V8, Diesel, 6,9 L, 170 ch (127 kW)
- 1987 - V8, 460, 7,5 L, 245 ch (183 kW)
- 1988-1991 - V8, 385, FI, 7,5 L, 230 ch
- 1988-1991 - V8, Diesel, International Harvester IDI, 7,3 L , 180 ch
- 1987-1991 - V8, Windsor, FI, 5,0 L, 185 ch
- 1988-1991 - V8, Windsor, FI, 5,8 L, 210 ch

### Neuvième génération (1992-1996)
Moteurs :

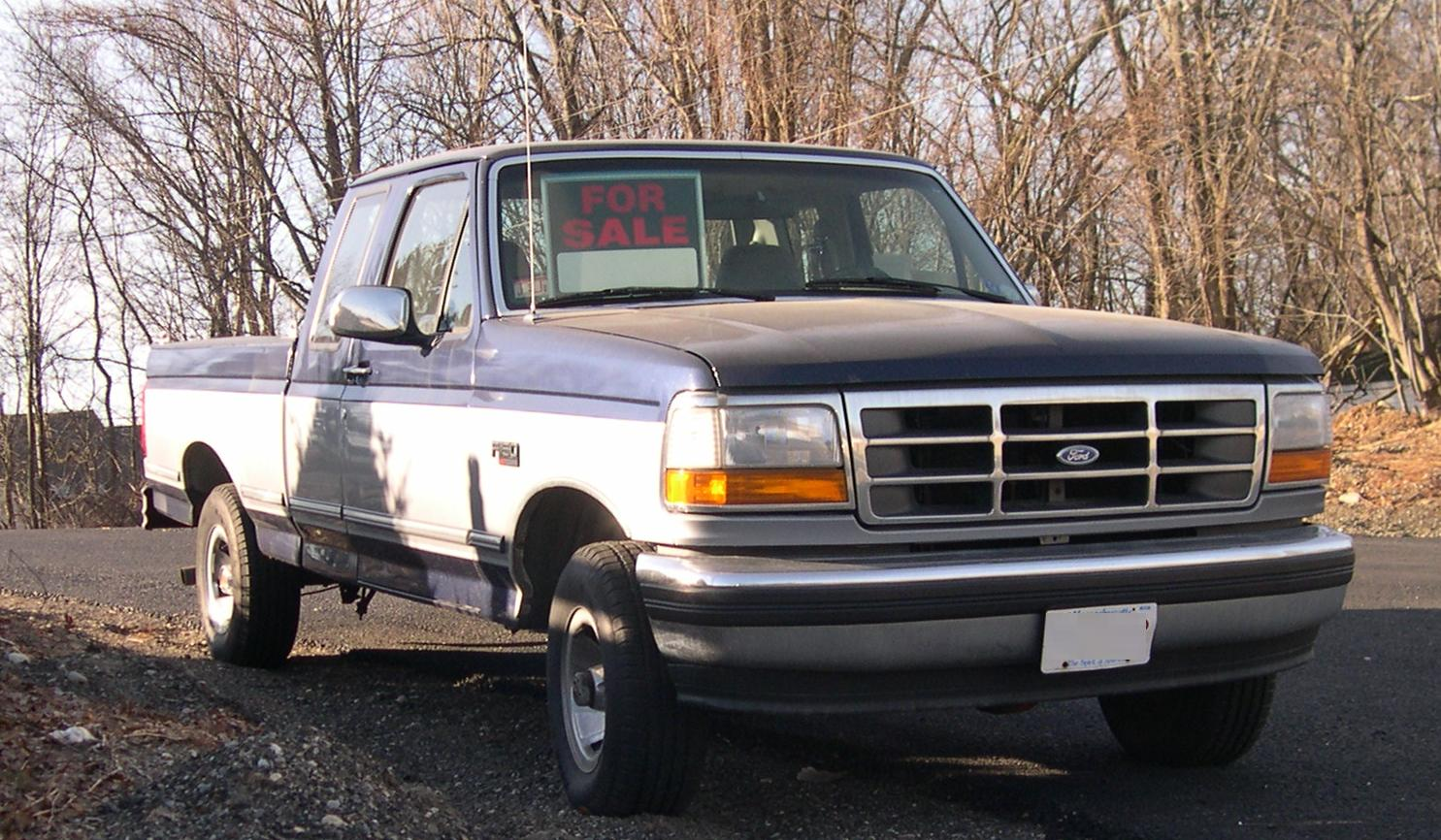
Ford F-150 de 1994

- 1992-1996 - six cylindres en ligne, FI, 4,9 L, 150 ch
- 1992-1996 - V8, 460, FI, 7,5 L, 240 ch
- 1992-1996 - V8, Diesel, IDI, 7,3 L, 185 ch
- 1992-1996 - V8, Diesel, Turbo IDI, 7,3 L, 190 ch
- 1992-1996 - V8, Windsor, FI, 5 L, 185 ch
- 1992-1996 - V8, Windsor, FI, 5,8 L, 210 ch
- 1993-1995 - V8, Windsor, Lightning, FI, 5,8 L, 240 ch
- 1995-1996 - V8, Turbo-Diesel, Power Stroke, 7,3 L, 210 ch

### Dixième génération (1997-2003)

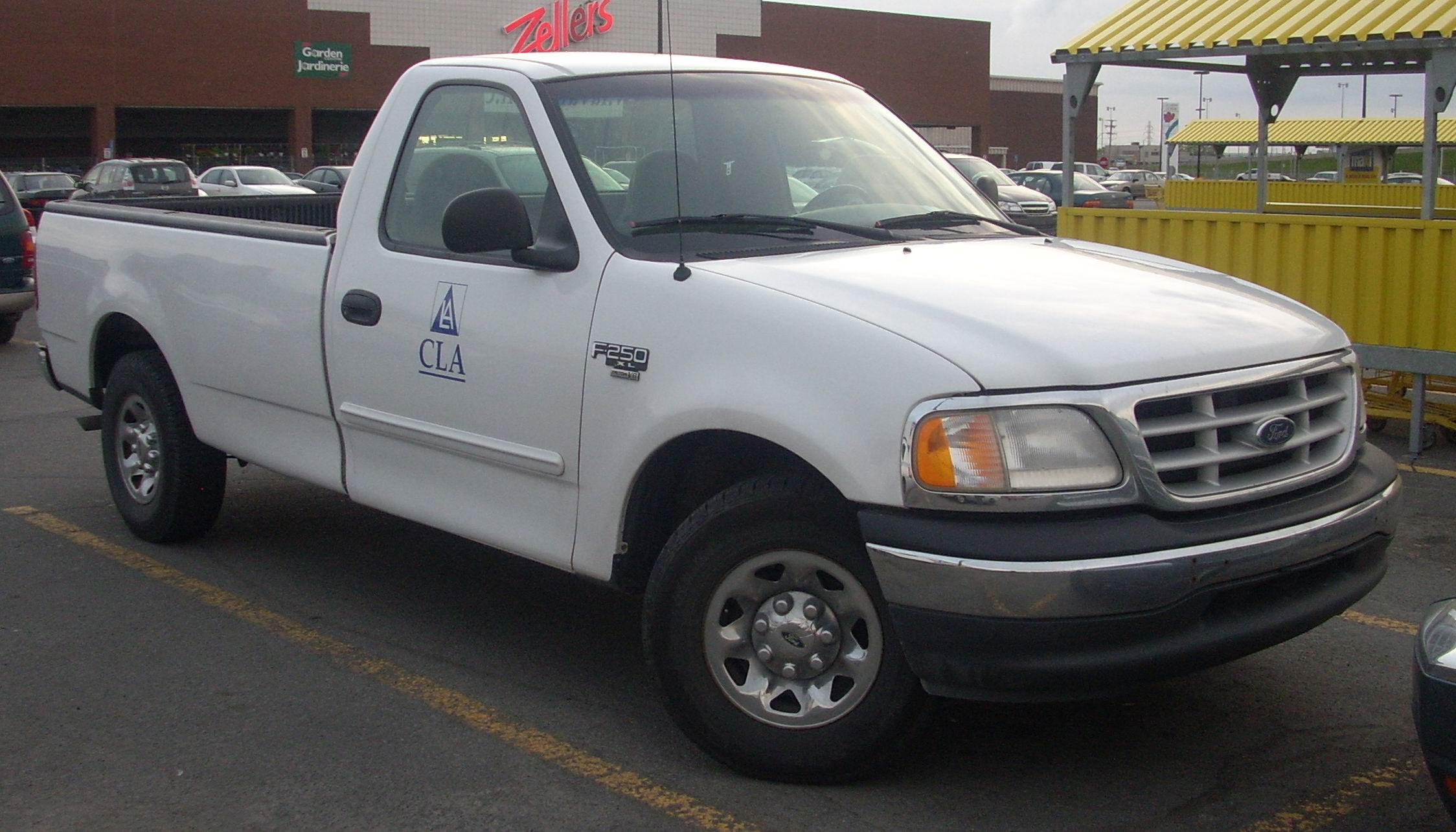
Ford F-250 XL Regular Cab produit entre 1997 et 1998.

En 1997, les F-Series sont entièrement restylés et la gamme de moteurs complètement renouvelée. La version Super Duty apparaît également en 1997 et, en 1999, deux nouvelles versions sont créées : la Harley-Davidson et la King-Ranch. En 2001, la version SuperCrew Cab est commercialisée.
Les ventes totales du F-150 augmentent subitement durant la dixième génération, passant de 750 000 a plus de 900 000 en 2001.
Moteurs :
- 1997-2003 - V6, Essex, 4,2 L, 202 ch
- 1997-1998 - V8, Triton, 4,6 L, 220 ch
- 1999-2003 - V8, Triton, 4,6 L, 231 ch
- 1997-1998 - V8, Triton, 5,4 L, 235 ch
- 1999-2003 - V8, Triton, 5,4 L, 260 ch
- 1999-2000 - V8, Triton, supercharged , 5,4 L, 360 ch (1999-2000 Lightning)
- 2001-2004 - V8, Triton, supercharged, 5,4 L, 380 ch (2001-2004 Lightning)
- 1999-2004 - V8, Triton, supercharged, 5,4 L, 340 ch (2002-2003 Harley-Davidson)
- 1999-2003 - V10, Triton, 6,8 L, 275 ch (Super Duty)
- 1999-2003 - V8, Turbo-Diesel, Power Stroke, 7,3 L, 235 ch (Super Duty)

### Onzième génération (2004-2008)

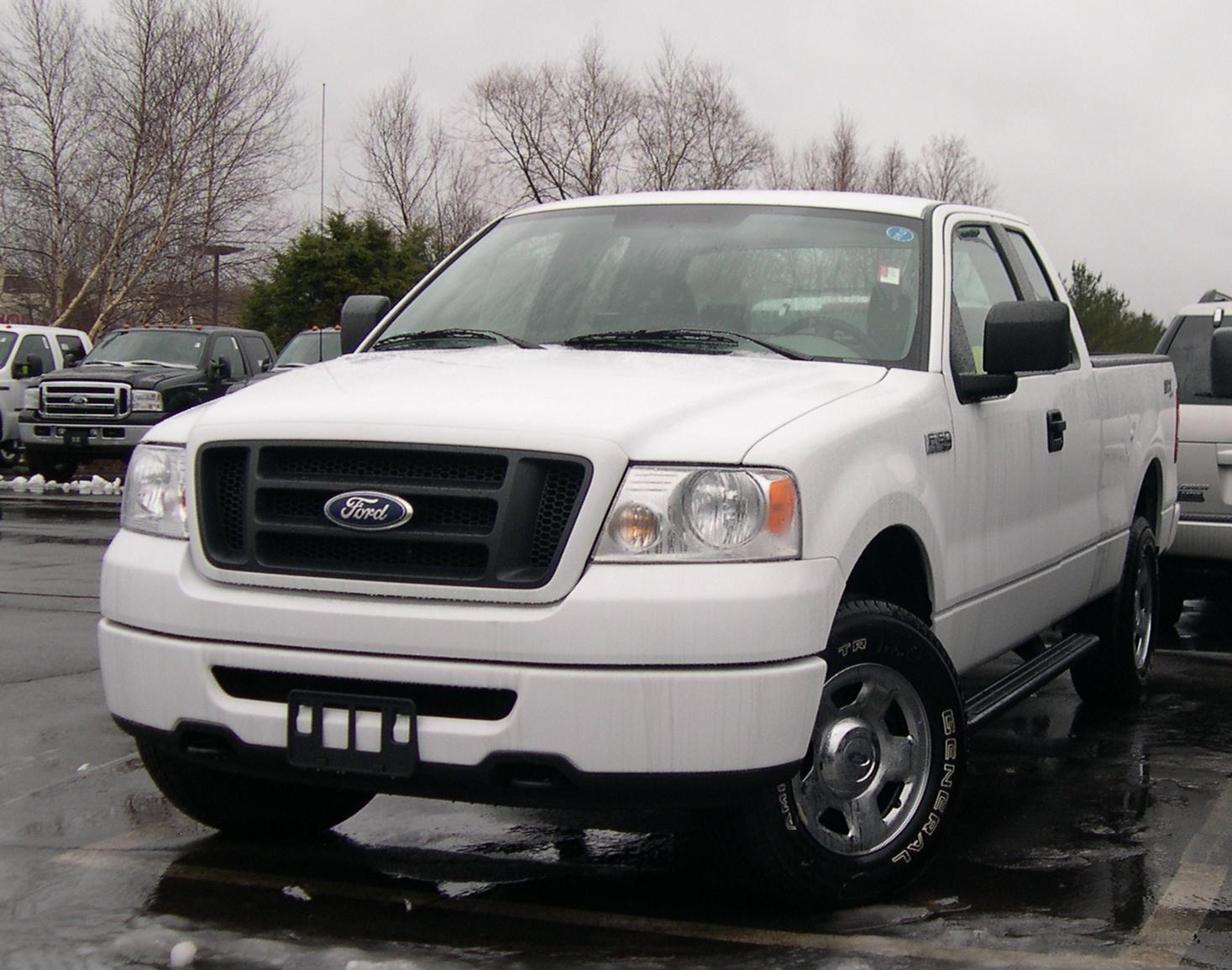
Ford F-150 STX de 2006.

Pick-up Ford F-Series produits depuis 2003.
Sa longueur varie de 5,37 m à 6,31 m. Il est aussi disponible en version "utilitaire" appelée « Super Duty » dont la longueur varie de 5,75 m à 6,65 m. 
Moteurs F-Series :
- V6, Triton, 4,2 L, 202 ch
- V8, Triton, 4,6 L, 231 ch
- V8, Triton, 3-valves, 5,4 L, 300 ch

Moteurs F-Series Super Duty :
- V8, Triton, 3-valves, 5,4 L, 300 ch
- V10, Triton, 6,8 L, 362 ch
- 2004-2007 - V8, TD, 6,0 L, 325 ch
- 2008-2009 - V8, TD, 6,4 L, 350 ch

### Douzième génération (2008-2014)

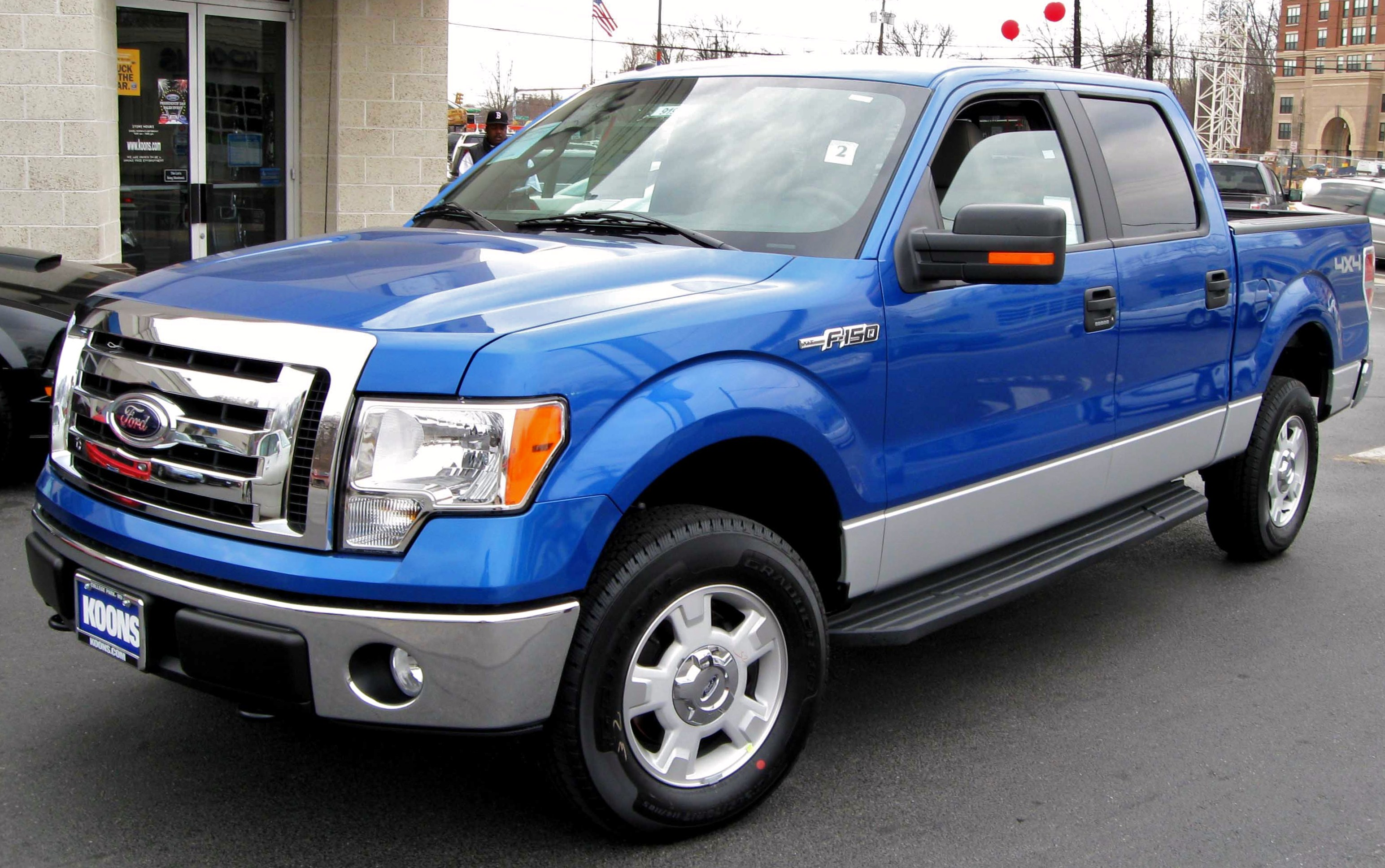
2009 F-150 XLT SuperCrew

La douzième génération de pick-up F arrive à l'été 2008. Elle se distingue par une face avant totalement remaniée.

#### Motorisations
Le pick-up F dispose de quatre moteurs :
- V6, 3,7 L, 302 ch
- V8, 5,0 L, 360 ch
- V6, EcoBoost, 3,5 L, 365 ch
- V8, 6,2 L, 411 ch

Anciens moteurs :
- 2008-2010 - V8, 4,6 L, 248 ch
- 2008-2010 - V8, 4,6 L, 292 ch
- 2008-2010 - V8, 5,4 L, 310 ch
- 2008-2010 - V8, 5,4 L, 320 ch. Ce moteur fonctionne à l'E85.

### Treizième génération (2015-2020)

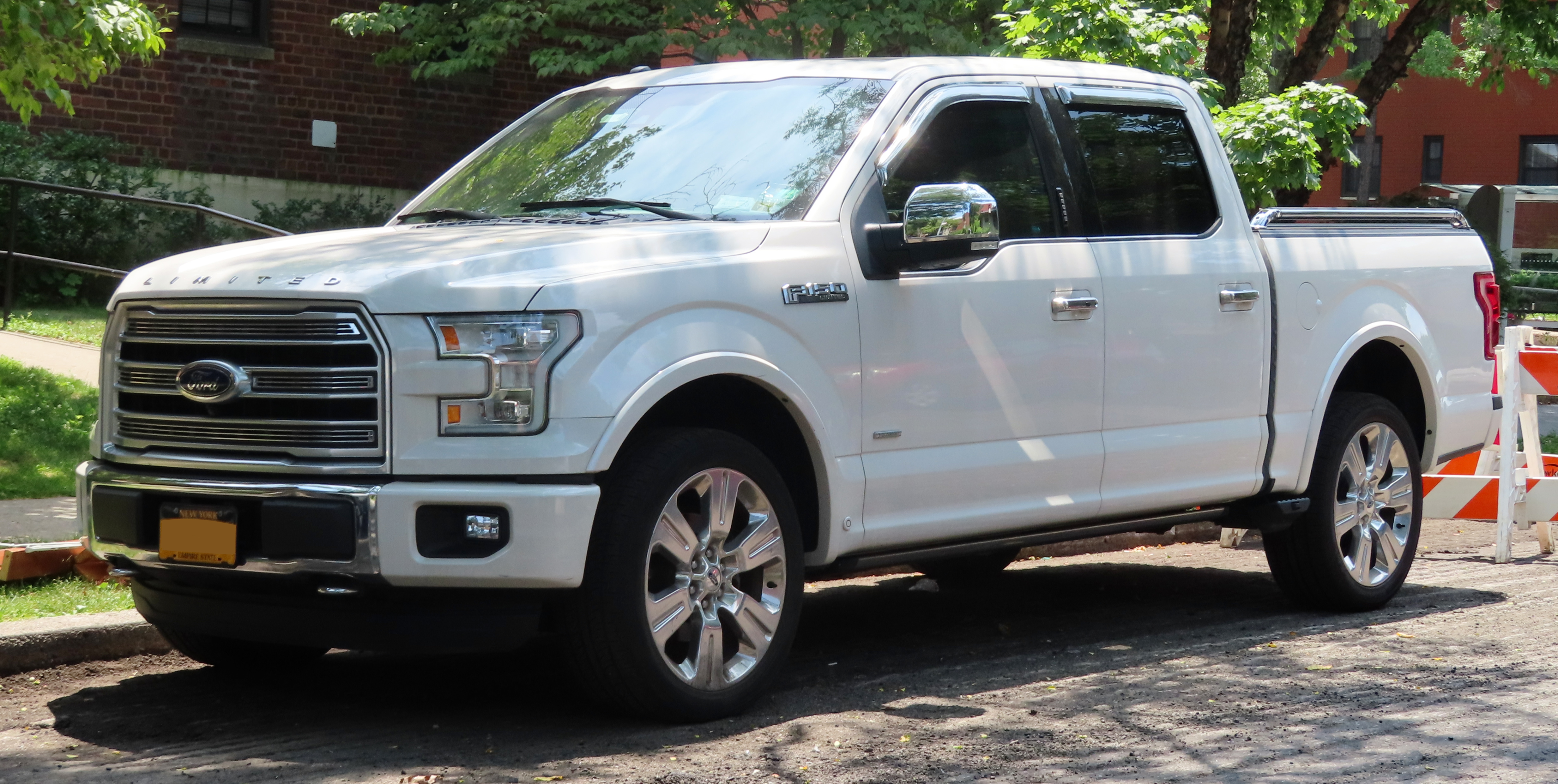
2016 F-150

### Quatorzième génération (2020-)

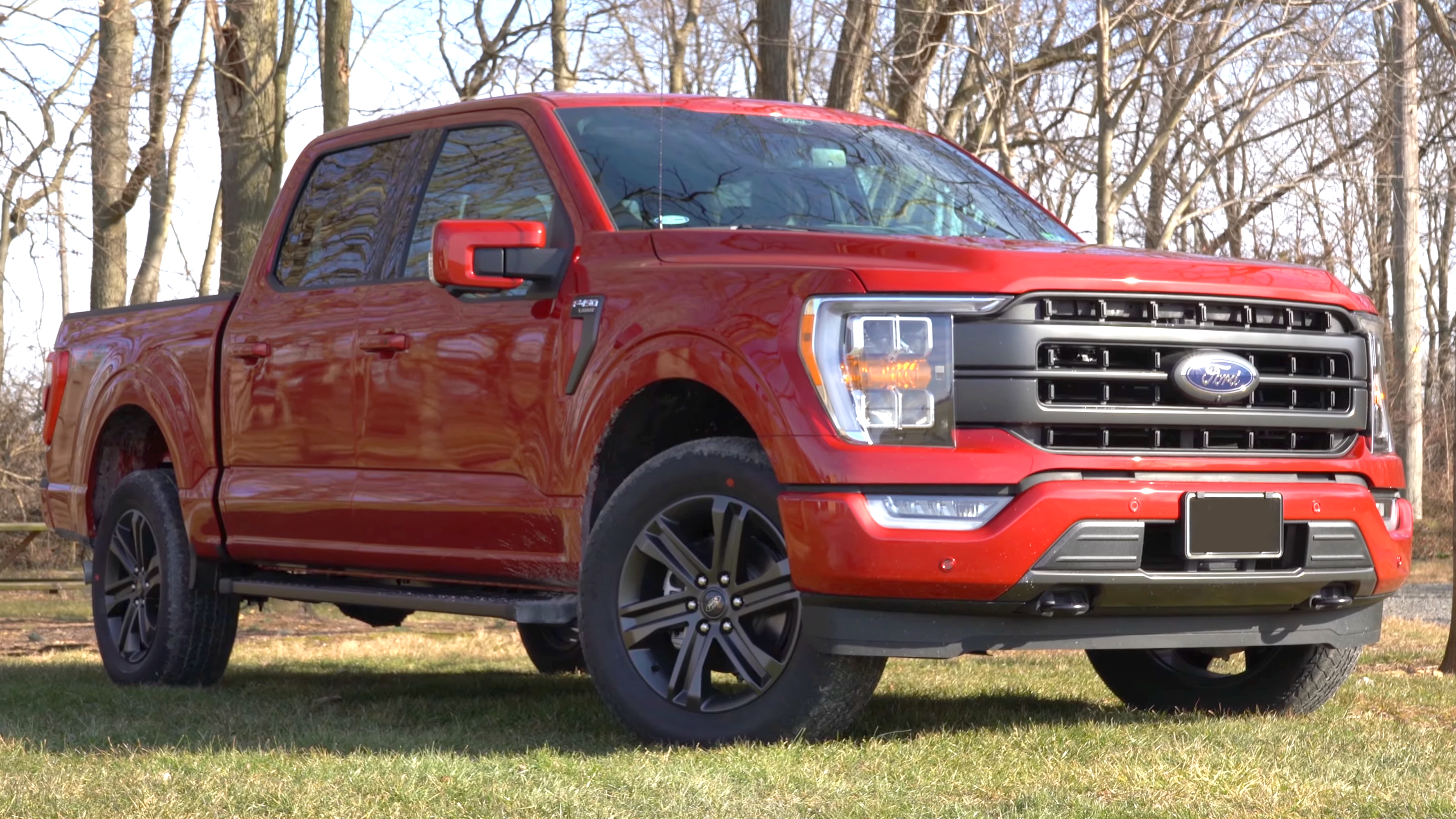
2021 Ford F-150 Lariat Sport

## Ventes aux États-Unis[2]
| Année          | Ventes              | Diff.    |
| -------------- | ------------------- | -------- |
| De 1948 à 1977 | NC                  |          |
| 1978           | 864 046             |          |
| De 1979 à 1994 | NC                  |          |
| 1995           | 691 452             |          |
| 1996           | 780 838             | + 12,2 % |
| 1997           | 746 111             | - 4,4 %  |
| 1998           | 836 629             | + 12,1 % |
| 1999           | 869 001             | + 3,9 %  |
| 2000           | 876 716             | + 0,9 %  |
| 2001           | 911 597             | + 4 %    |
| 2002           | 813 701             | - 10,7 % |
| 2003           | 845 586             | + 3,9 %  |
| 2004           | 939 511             | + 11,1 % |
| 2005           | 901 463             | - 4 %    |
| 2006           | 796 039             | - 11,7 % |
| 2007           | 690 589             | - 13,2 % |
| 2008           | 515 513             | - 25,4 % |
| 2009           | 413 625             | - 19,8 % |
| 2010           | 528 349             | + 27,7 % |
| 2011           | 584 917             | + 10,7 % |
| 2012 (11 mois) | 576 529             | + 11,6 % |
| Total          | 14 182 212 (19 ans) |          |

### Galerie

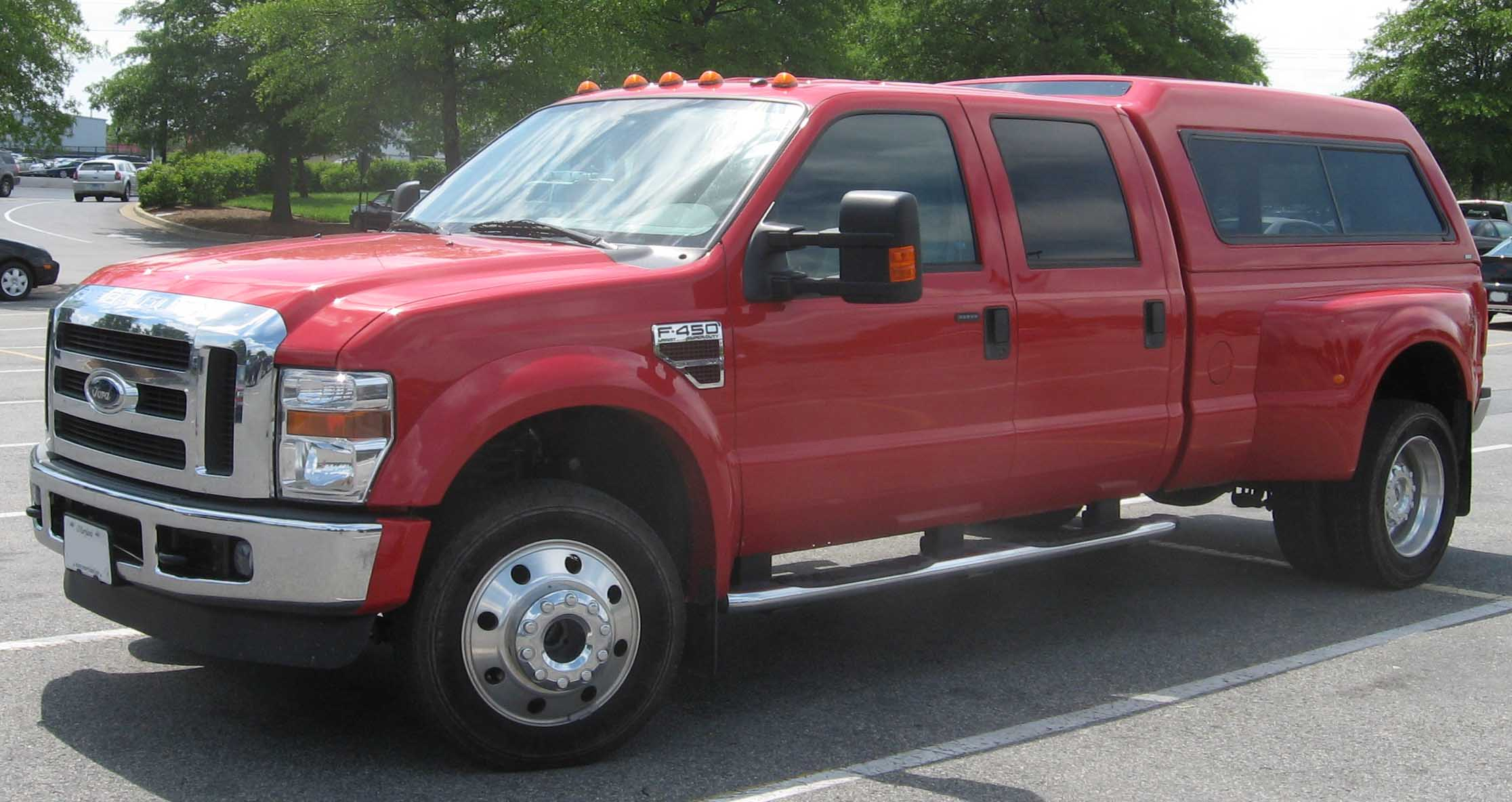
Ford F-450 Super Duty en 2008.
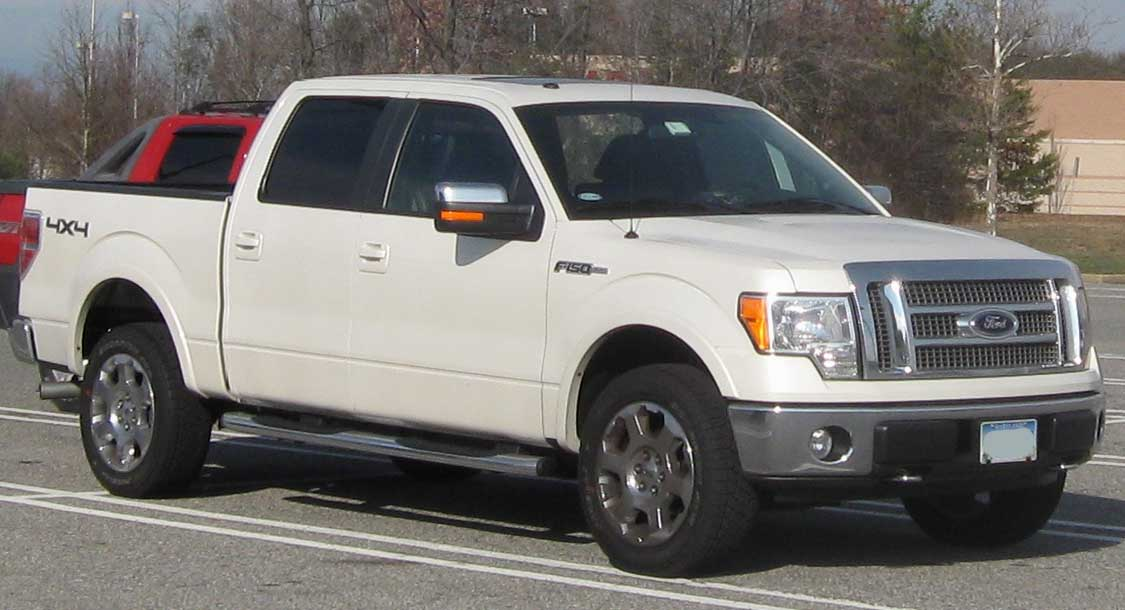
Ford F-150 Crew Cab en 2009.
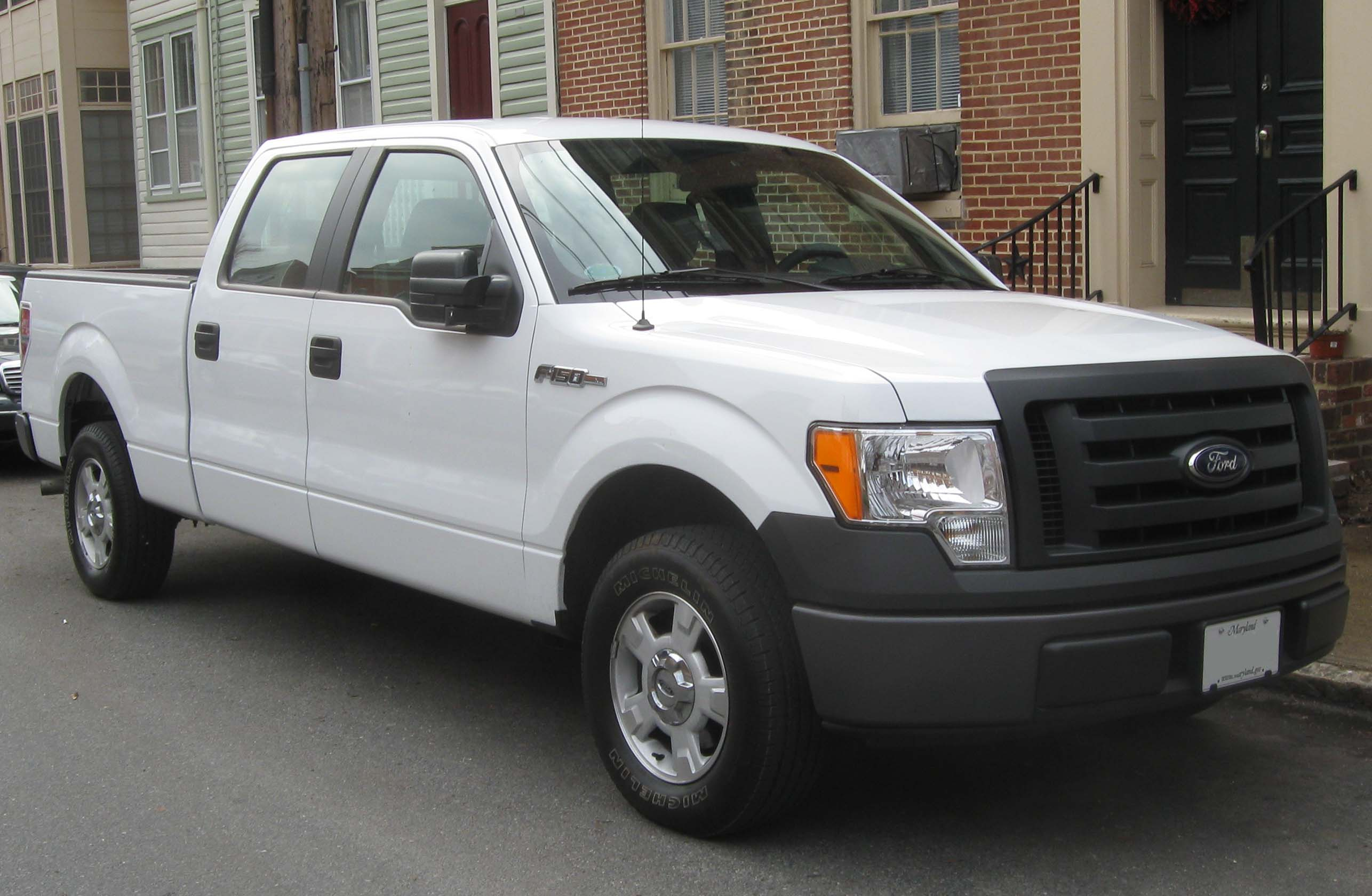
Ford F-150 Super Cab XL en 2009.
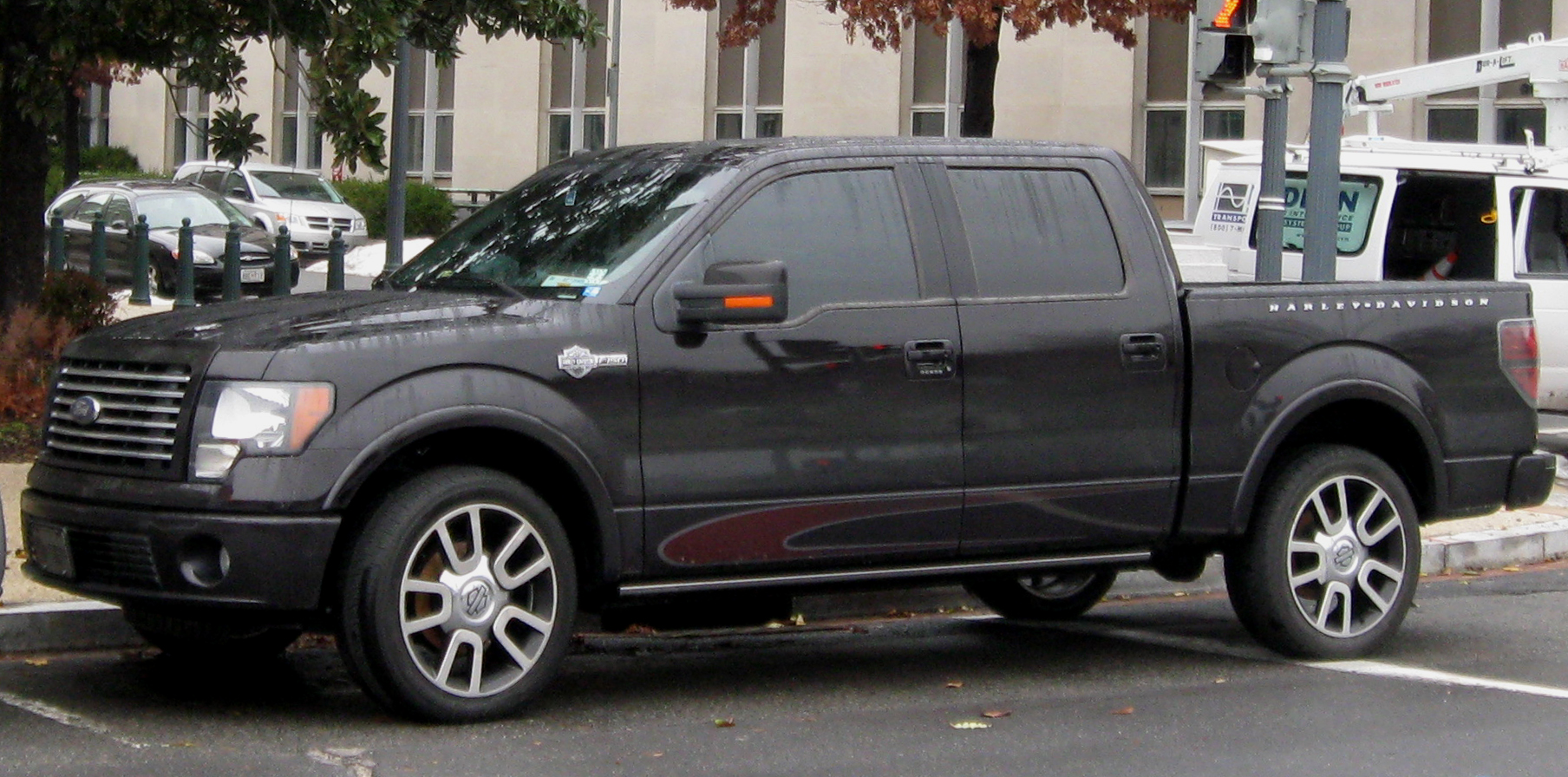
Ford F-150 Harley Davidson en 2010.
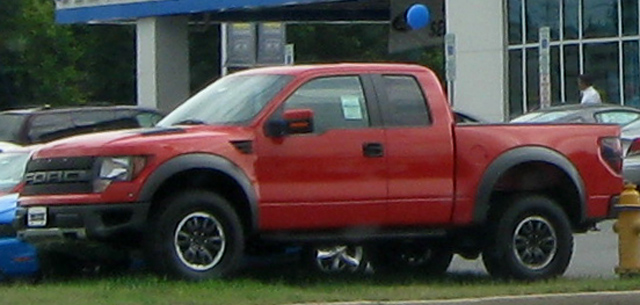
Ford F-150 SVT Raptor en 2010.
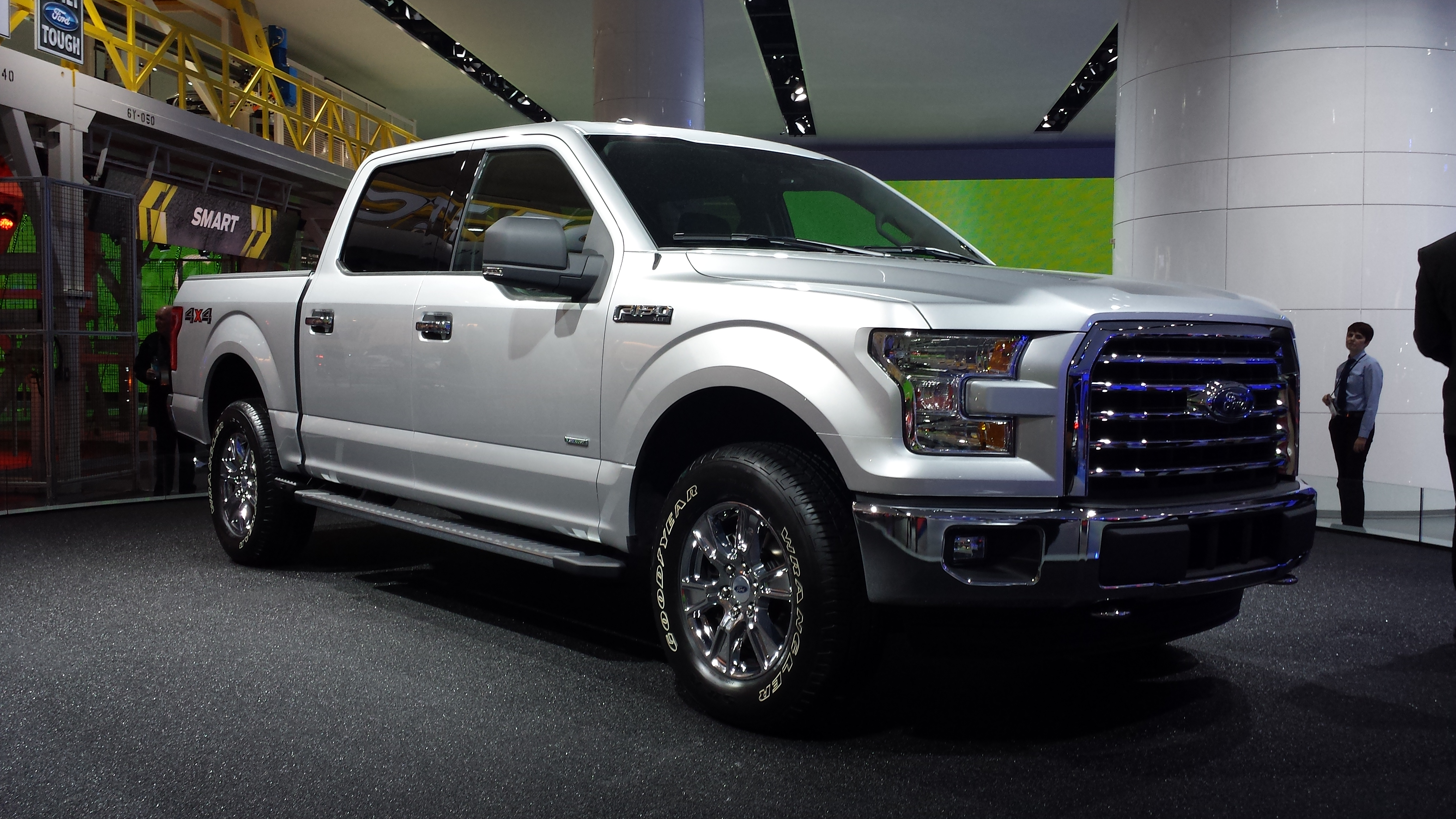
Ford F-150 de 2015.